# 1,2-ciclohexanodiona
La 1,2-Ciclohexanodiona es un compuesto orgánico cuya fórmula es (CH2)4(CO)2.  Es uno de los tres isómeros de la ciclohexanodiona.  Es un compuesto incoloro, soluble en una variedad de solventes orgánicos.  Puede prepararse por oxidación de ciclohexanona por dióxido de selenio.  El enol es aproximadamente 1 kcal/mol más estable que la forma diceto.
Se han preparado numerosos ligandos de diimina y dioxima a partir de esta dicetona. Se condensa con 1,2-diamina para dar heterociclos de diaza.